# Globo d'oro al miglior attore rivelazione
Il Globo d'oro al miglior attore rivelazione è un premio assegnato ogni anno al miglior attore rivelazione italiano. 

## Albo d'oro

### Anni 1960
- 1969: Adriano Celentano - Serafino

### Anni 1970
- 1970: Massimo Ranieri - Metello
- 1971: Fabio Testi - Il giardino dei Finzi-Contini
- 1972: Giancarlo Giannini - Mimì metallurgico ferito nell'onore
- 1973: Flavio Bucci - La proprietà non è più un furto
- 1974: Stefano Satta Flores - C'eravamo tanto amati
- 1975: Michele Placido - Romanzo popolare
- 1976: Duilio Del Prete - Amici miei
- 1977: Omero Antonutti - Padre padrone

### Anni 1980
- 1980: Carlo Verdone - Un sacco bello
- 1981: Massimo Troisi - Ricomincio da tre
- 1982: Beppe Grillo - Cercasi Gesù
- 1983: Francesco Nuti - Io, Chiara e lo Scuro
- 1984: Carlo Delle Piane - Una gita scolastica
- 1985: Ricky Tognazzi - Fatto su misura e Qualcosa di biondo
- 1986: Stefano Mioni - Un ragazzo come tanti
- 1987: Luca Barbareschi - Romance
- 1988: Marco Messeri - Notte italiana e Le vie del Signore sono finite

### Anni 1990
- 1998: Lorenzo Crespi - Porzûs

### Anni 2000
- 2001: Luigi Lo Cascio - I cento passi
- 2002: Fabrizio Gifuni - L'inverno, L'amore probabilmente e Sole negli occhi
- 2003: Ernesto Mahieux - L'imbalsamatore
- 2004: Daniele Liotti - Il fuggiasco
- 2005: Alessio Boni - Quando sei nato non puoi più nasconderti
- 2006: Riccardo Scamarcio - Romanzo criminale
- 2007: Elio Germano - Mio fratello è figlio unico

### Anni 2010
- 2010: Checco Zalone - Cado dalle nubi
- 2011: Mohamed Zouaoui - I fiori di Kirkuk